# 福爾卡文德爾山

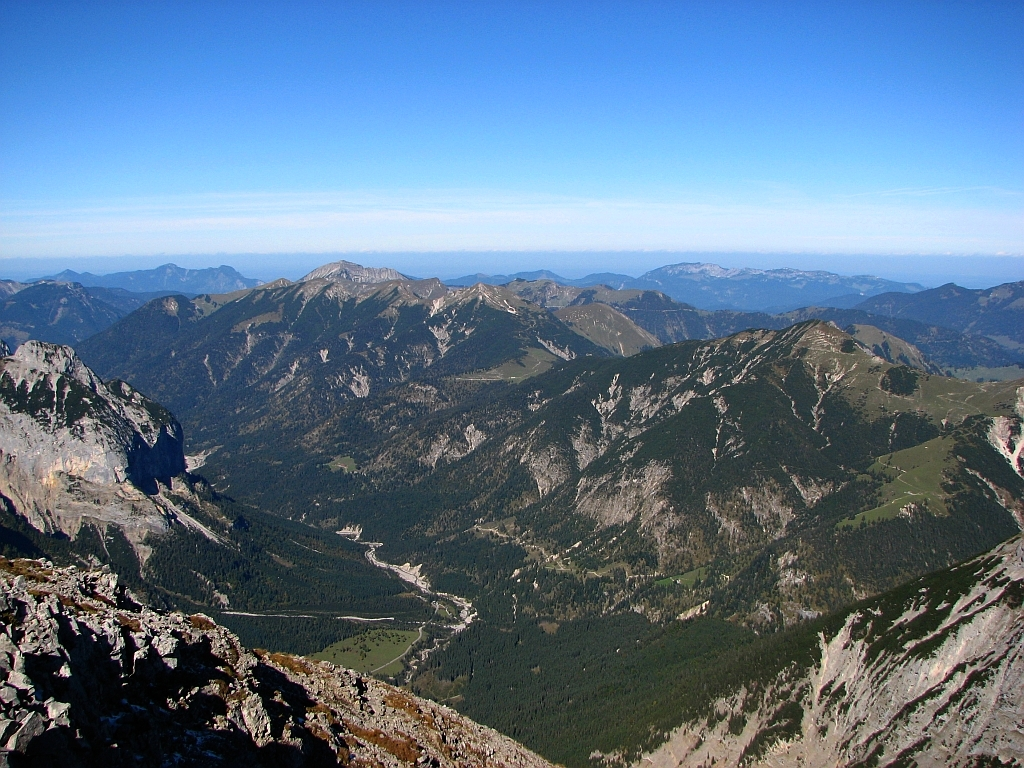

47°18′00″N 11°21′00″E / 47.300°N 11.350°E
福爾卡文德爾山（德語：Vorkarwendel），是中歐的山體，位於奧地利和德國接壤的邊境，屬於卡爾文德爾山脈的一部分，最高點是海拔高度2,106米的蒙德沙因峰。